# بلدة بيغ رابيدز (ميشيغان)
بيغ رابيدز (بالإنجليزية: Big Rapids Township, Michigan)‏ هي بلدة تقع بولاية ميشيغان في الولايات المتحدة. تبلغ مساحتها 80.4 (كم²)، وترتفع عن سطح البحر 311 م، بلغ عدد سكانها 3249 نسمة في عام تعداد الولايات المتحدة 2000 حسب إحصاء مكتب تعداد الولايات المتحدة وتصل الكثافة السكانية فيها 40.9 نسمة/كم2.

## وصلات خارجية
- The US50 - Cities and Towns in Michigan State
- Michigan Cities and Towns, Facts, Map, Flag, Colleges, Government, and More